# Vardadzor
Vardadzor là một đô thị thuộc tỉnh Gegharkunik, Armenia. Dân số ước tính năm 2011 là 3011 người.